# Соболев, Анатолий Николаевич (политик)
Анатолий Николаевич Соболев (род. 10 декабря 1940, Пески, Челябинская область) — советский и российский государственный и партийный деятель, глава администрации (Губернатор) Курганской области (1995—1996), депутат Государственной думы третьего созыва, член политического совета Курганского регионального отделения партии «Единая Россия» (с 2012).

## Биография
Анатолий Николаевич Соболев родился 10 декабря 1940 года в селе Пески Песковского сельсовета Юргамышского района Челябинской области, ныне район входит в Курганскую область, русский.
Семья матери переехали из Кировской области в Курганскую область в 1939 году. Отец погиб в 1944 году в боях под Варшавой.
В 1944 году семья переехала в село Маслово Косулинского района (ныне Куртамышского муниципального округа) Курганской области, где Анатолий окончил школу-семилетку. Среднюю школу окончил в райцентре — селе Долговка.
В 1959 году окончил техническое училище № 1 в Челябинске, затем до 1961 года работал электросварщиком на Челябинском тракторном заводе.
С 1961 по 1965 год проходил срочную службу радиотелеграфистом на тральщике Тихоокеанского флота. За время службы окончил одногодичную партийную школу, избирался секретарём комсомольской организации подразделения.
В 1963 году вступил в КПСС.
Окончил Челябинский политехнический институт в 1970 году по специальности «Оборудование и технология сварочного производства». Во время учёбы избирался членом партийного бюро факультета.
Подполковник запаса.
С 1970 по 1979 год — начальник бюро производственного отдела, заместитель начальника сборочного цеха, начальник сборочного цеха (главного конвейера), начальник производства Курганского автобусного завода. Избирался членом партийного бюро цеха, членом парткома завода, а с 1979 по 1982 годы — секретарь парткома автобусного завода.
С 1982 по 1986 год — директор Шадринского завода ограждающих строительных металлоконструкций.
С 1986 по 1988 год директор Курганского автобусного завода.
С 1988 года — первый заместитель председателя исполкома Курганского областного Совета. С 1991 по 1995 год — первый заместитель главы Администрации Курганской области.
Избирался депутатом Курганского городского, областного Советов народных депутатов. В марте 1994 года избран депутатом Курганской областной Думы I-го созыва.
В августе 1995 года был назначен главой областной администрации. В 1996 году по должности был членом Совета Федерации второго созыва, являлся членом Комитета по вопросам экономической политики. Член Всероссийского общественно-политического движения «Наш дом — Россия».
В ноябре 1996 года баллотировался на губернаторских выборах, в первом туре занял третье место (12,99 % 52788 голосов) и снял свою кандидатуру вместе с занявшим второе место директором ЗАО «Иволга-ЛТД» Анатолием Николаевичем Колташовым (33,18 % 134816 голосов). Пытался противодействовать проведению второго тура выборов по одной кандидатуре представителя оппозиции О. Богомолова. Однако по решению областной избирательной комиссии выборы состоялись 8 декабря 1996 года, и Богомолов был избран губернатором. Попытка оспорить итоги выборов в связи с их безальтернативностью в Верховном Суде Российской Федерации не увенчалась успехом.
6 февраля 1997 года указом Президента России по итогам выборов освобождён от должности главы Администрации Курганской области со дня вступления в должность избранного главы Администрации (Губернатора) области (с 11 декабря 1996 года).
В 1999 году заочно окончил Шадринский финансово-экономический колледж по специальности финансист. Государственный советник налоговой службы 3 ранга.
До избранием в Государственную Думу РФ третьего созыва 19 декабря 1999 года работал заместителем руководителя Государственной налоговой инспекции по Курганской области. Был избран депутатом по федеральному списку избирательного блока «Межрегиональное движение „Единство“ (МЕДВЕДЬ)», являлся членом фракции «Единство», входил в Комитет по труду и социальной политике.
В 2001 году был избран председателем политсовета Курганской региональной организации общероссийской политической общественной организации — партия «Единство».
В 2002 году окончил Российскую экономическую академию имени Г. В. Плеханова. Кандидат экономических наук.
При создании в 2002 году на базе партий «Единство» и «Отечество — вся Россия» Курганского регионального отделения партии «Единая Россия» на первой конференции был избран первым заместителем секретаря политсовета.
В декабре 2003 года неудачно баллотировался в Государственную думу IV созыва от Южно-Уральской региональной группы «Единой России».
Член Регионального политического совета Курганского регионального отделения партии «Единая Россия» (был избран в 2012, 2016 и  2019 годах)
Помощник члена Совета Федерации Федерального Собрания Российской Федерации.
Координатор Совета ветеранов руководителей экономики и промышленных предприятий Курганской области с 2015 года.

## Награды
- Медаль ордена «За заслуги перед Отечеством» II степени
- Медаль «Ветеран труда»
- Почётная грамота Государственной Думы Федерального Собрания Российской Федерации
- Почётная грамота губернатора Курганской области
- Благодарственное письмо партии «Единая Россия», 2 февраля 2017 года, за плодотворную работу и личный вклад в повышение авторитета партии «Единая Россия»[11]

## Хобби
В молодости серьёзно занимался спортом, имел 1-й спортивный разряд по лыжным гонкам и по бегу на средние дистанции.

## Семья
- Жена Галина Георгиевна — инженер-технолог Курганского автобусного завода.
- Сын Евгений (род. 1968) — предприниматель.
- Дочь Наталья (род. 1973) — экономист главного управления ЦБ РФ по Курганской области